# American Diver
L' American Diver,également connu sous le nom de Pioneer II, était un prototype de sous-marin construit pour être utilisés par les États confédérés d'Amérique pendant la guerre de Sécession par Horace Lawson Hunley, James McClintock et Baxter Watson. C'était le premier successeur du Pioneer.

## Historique
Le Diver a été inventé et construit par le même consortium qui a construit le Pioneer à La Nouvelle-Orléans. 
Horace Lawson Hunley, James McClintock et Baxter Watson ont été contraints de déplacer leurs opérations à Mobile, en Alabama, après la capture de la Nouvelle-Orléans par les forces de l'Union Army en avril 1862. Bien que finalement infructueux, il a servi de modèle dans le développement du prochain sous-marin du consortium, le H.L. Hunley qui est finalement devenu le premier sous-marin de combat à couler un navire de guerre ennemi, l'USS Housatonic (1861).
Le Diver a été conçu et construit par le consortium à la fin de 1862. Au cours de plusieurs mois, de nombreuses tentatives coûteuses ont été faites pour propulser le sous-marin avec un type de moteur électrique, puis un moteur à vapeur, mais les deux méthodes se sont avérées être des échecs. La machine à vapeur a finalement été remplacée par une manivelle. Le sous-marin était prêt pour les essais en janvier 1863. Il fallait quatre membres d'équipage pour tourner la manivelle de l'hélice et un pour diriger et a été jugé trop lent par l'équipe. Néanmoins, il fut décidé en février 1863 de remorquer le sous-marin dans la baie jusqu'à Fort Morgan et de tenter une attaque contre le blocus de Mobile par l'Union Army. Cependant, le sous-marin a sombré dans le clapot causé par le mauvais temps et les courants à l'embouchure de la baie de Mobile  et a coulé. L'équipage s'est échappé, mais le bateau n'a pas été récupéré.